# Umberto Zanolini
Noè Umberto Antonio Zanolini (ur. 31 marca 1887 w Brescii, zm. 12 lutego 1973 tamże) – włoski gimnastyk, medalista olimpijski.
W 1912 r. reprezentował barwy Zjednoczonego Królestwa Włoch na letnich igrzyskach olimpijskich w Sztokholmie, zdobywając złoty medal w wieloboju drużynowym. 